# Sarrazac (Dordogne)
Sarrazac – miejscowość i gmina we Francji, w regionie Nowa Akwitania, w departamencie Dordogne.
Według danych na rok 1990 gminę zamieszkiwało 478 osób, a gęstość zaludnienia wynosiła 16 osób/km² (wśród 2290 gmin Akwitanii Sarrazac plasuje się na 727. miejscu pod względem liczby ludności, natomiast pod względem powierzchni na miejscu 283.).